# Цолешти (Сучава)
Цолешти (рум. Țolești) насеље је у Румунији у округу Сучава у општини Форашти. Oпштина се налази на надморској висини од 345 m.

## Становништво
Према подацима из 2002. године у насељу је живело 427 становника, од којих су сви румунске националности.